# Quần đảo Discovery

Quần đảo Discovery

Quần đảo Discovery là một quần đảo trong eo biển Discovery, nằm giữa đảo Vancouver và lục địa tỉnh bang British Columbia, Canada. Quần đảo này đôi khi được xem là một phần của quần đảo Bắc Gulf.
Quận vùng Strathcona
- Đảo Hardwicke (Bắc: Poyntz, Seymour, Murray; west: Yorke; Nam: Helmcken)
- Đảo Tây Thurlow
- Đảo Đông Thurlow (Tây: quần đảo Walkem; Nam: Tum)
- Đảo Sonora (Tây Bắc: Hardinge, Block)
- Đảo Stuart
- Đảo Quadra (Bắc: Quần đảo Okis)
- Đảo Maurelle
- Đảo Read (Đông: Đảo Hill, quần đảo Penn)
- Quần đảo Rendezvous
  - Đảo Raza
- Đảo Tây Redonda (Nam: Mink, Kinghorn, và quần đảo Martin; Bắc: Elizabeth)
- Đảo Đông Redonda (Nam: Melville, Morgan, Eveleigh, Otter, và quần đảo William; Bắc: Double, Channel)
- Đảo Marina
- Đảo Cortes (west: Subtle Islands)
- Quần đảo Twin

Quận vùng Sông Powell
- Đảo Hernando (Đông: Quần đảo Copeland)
- Đảo Savary

## Liên kết
- Discovery Islands